# ژرژ-امانوئل کلانسیه
ژرژ-امانوئل کلانسیه (به فرانسوی: Georges-Emmanuel Clancier) نویسنده و شاعر قرن بیستم میلادی اهل فرانسه است.